# Torneo di Wimbledon 2023 - Singolare maschile in carrozzina
Shingo Kunieda era il campione in carica, ma non ha preso parte a questa edizione essendosi ritirato dall'attività agonistica. Tokito Oda ha battuto in finale Alfie Hewett. Per il diciassette giapponese è il secondo slam vinto, il primo sull'erba. Il britannico, invece, ha riportato così la seconda sconfitta consecutiva in finale.

## Teste di serie
1. Tokito Oda (Campione)

1. Alfie Hewett (finale)

## Tabellone

### Legenda
| - Q = Qualificato - WC = Wild card - LL = Lucky loser | - ALT = Alternate - SE = Special Exempt - PR = Protected Ranking | - w/o = Walkover - r = Ritirato - d = Squalificato |

|  | Quarti di finale | Quarti di finale    | Quarti di finale    | Quarti di finale | Quarti di finale |  |  | Semifinali | Semifinali          | Semifinali          | Semifinali   | Semifinali   |   |   | Finale | Finale     | Finale     | Finale | Finale |  |
|  |                  |                     |                     |                  |                  |  |  |            |                     |                     |              |              |   |   |        |            |            |        |        |  |
|  | 1                | Tokito Oda          | Tokito Oda          | 7                | 6                |  |  |            |                     |                     |              |              |   |   |        |            |            |        |        |  |
|  |                  | Takuya Miki         | Takuya Miki         | 5                | 4                |  |  | 1          | Tokito Oda          | Tokito Oda          | 6            | 6            |   |   |        |            |            |        |        |  |
|  |                  | Gustavo Fernández   | Gustavo Fernández   | 4                | 4                |  |  | WC         | Gordon Reid         | Gordon Reid         | 3            | 4            |   |   |        |            |            |        |        |  |
|  | WC               | Gordon Reid         | Gordon Reid         | 6                | 6                |  |  |            |                     |                     |              |              |   |   | 1      | Tokito Oda | Tokito Oda | 6      | 6      |  |
|  |                  | Martin De La Puente | Martin De La Puente | 6                | 6                |  |  |            |                     | 2                   | Alfie Hewett | Alfie Hewett | 4 | 2 |        |            |            |        |        |  |
|  |                  | Ruben Spaargaren    | Ruben Spaargaren    | 3                | 2                |  |  |            | Martin De La Puente | Martin De La Puente | 3            | 2            |   |   |        |            |            |        |        |  |
|  |                  | Joachim Gérard      | Joachim Gérard      | 3                | 4                |  |  | 2          | Alfie Hewett        | Alfie Hewett        | 6            | 6            |   |   |        |            |            |        |        |  |
|  | 2                | Alfie Hewett        | Alfie Hewett        | 6                | 6                |  |  |            |                     |                     |              |              |   |   |        |            |            |        |        |  |